# 青山シゲル
青山 シゲル（あおやま しげる、1967年7月1日 - ）は、日本の作曲家、編曲家、シンガーソングライター。兵庫県芦屋市出身、AB型。青山 繁（あおやま しげる）として2002年にデビューしたが2012年以降は青山シゲル名義で活動。

## 略歴
ピアノ講師の母、音楽好きの父、兄の影響で幼少より音楽に親しむ。学生時代は合唱団に所属し、浜田麻里の日本武道館公演、五木ひろしの新橋演舞場公演等に合唱団員として出演。2001年にギターと寝袋を抱え日本一周弾き語りの旅に出た後、TBS Entertainment Mothers で合格。2002年「夏の終わりに降る雨は」でCDデビュー、赤坂TBSホールでデビューライブを行う。2010年に個人事務所アクロス・ザ・ユニバースを設立。現在は作詞家、作曲家、編曲家としてアニメ作品やアーティストへの楽曲提供を行う傍ら、東京都北区にて音楽教室を運営。

## ディスコグラフィー

### シングル
1. 夏の終わりに降る雨は（2002年8月28日）

青山繁名義でのシングル。発売元はTBS R&C。

## 提供作品

### アニメ
- ハヤテのごとく!
  - 水蓮寺ルカ（cv: 山崎はるか）「GIFT」（作曲）[4]
- 神のみぞ知るセカイ
  - Oratorio The World God Only Knows（vo: 早見沙織）「God only knows -Secrets of the Goddess-」（作曲）※共作[5]
- つぐもも
  - 桐葉（cv: 大空直美）「プ・プ・プリン」（作詞・作曲）※第８話挿入歌[6]

### ゲーム
- 下天の華
  - 織田信行（cv: 岡本寛志）「黎明」（作曲・編曲、コーラス）
- 進撃の巨人2　-Final Battle-（ギター、マンドリン）
- アンジェリーク
  - クラヴィス（cv: 田中秀幸）「希望の声が聴こえる」（作曲・編曲、コーラス）
  - ミラン（cv: 小松昌平）「Green Carnival 〜花と木の祝祭〜」（作曲・編曲、コーラス）
  - フェリクス（cv: 上村祐翔）「美しい人」（作曲・編曲、コーラス）
- 金色のコルダ
  - 如月律（cv: 小西克幸）「空色の海」（作曲・編曲、コーラス）
- 遙かなる時空の中で7
  - 天野五月（cv: 鈴村健一）「明日を拓く言霊」（作曲・編曲、コーラス）
  - 真田幸村（cv: 寺島拓篤）「乱世に咲く青き希望」（作曲・編曲、コーラス）
- 遙かなる時空の中で4
  - 風早（cv: 井上和彦）「いにしえの夕陽とこしえの光」（作曲・編曲、コーラス）

### アイドル
- Nゼロ
  - 「ときめき♡destiny」（作曲・編曲）

### アーティスト
- Eyes
  - 「We are B-Corsairs」（編曲）※横浜ビー・コルセアーズ公式応援歌
  - 「青空」（編曲）
  - 「あたしがんばろ」（編曲）
  - 「Only One」（編曲）
  - 「Songs 〜ともに生きる〜」（編曲）
  - 「Try Again」（編曲）
  - 「I'm」（編曲）
- 有希
  - 「ランソン」（編曲）
  - 「うるまの海」（作詞・作曲・編曲）※共作
- Eyes' with Yuuki
  - 「あなたにYELL ～オレオレ詐欺を許さない～」（編曲）※神奈川県警サギ撲滅ソング